# Mal Peet
Malcolm Charles Peet (North Walsham, 5 ottobre 1947 – 2 marzo 2015) è stato uno scrittore e illustratore britannico specializzato in letteratura per ragazzi.

## Biografia
Nato nel 1947 a North Walsham, cresce nel North Norfolk e studia letteratura inglese e statunitense all'Università di Warwick.
Terminati gli studi si dedica a una moltitudine di lavori, dall'insegnante all'idraulico passando per l'operaio e l'infermiere nell'obitorio di un ospedale.
Sposatosi nel 1987 con Elspeth Graham, pubblica con la moglie un centinaio di piccoli libri destinati alle scuole prima di esordire nella narrativa young adult nel 1999, a 52 anni, con Cloud Tea Monkeys.
In seguito pubblica altri 9 romanzi per ragazzi e per adulti ottenendo la Carnegie Medal nel 2005 con Tamar.
Muore il 2 marzo 2015 dopo una breve malattia.

## Opere principali
- Cloud Tea Monkeys (1999)
- Il campione (Keeper, 2003), Casale Monferrato, Piemme, 2007 traduzione di Marco Scaldini ISBN 978-88-384-8208-3.
- Tamar (2005)
- The Penalty (2006)
- Exposure (2008)
- Cloud Tea Monkeys (2010)
- Life: An Exploded Diagram (2011)
- The Murdstone Trilogy (2014)
- Beck (2016)
- Il nostro albero (The Family Tree, 2018), Crema, Uovonero, 2019 traduzione di Sante Bandirali ISBN 978-88-96918-79-1.

## Premi e riconoscimenti
- Branford Boase Award: 2004 vincitore con Il campione[7]
- Carnegie Medal: 2005 vincitore con Tamar
- Guardian Award for Children’s Fiction: 2009 vincitore con Exposure